# Supercoppa italiana 2016 (hockey su pista)
La Supercoppa italiana 2016 è stata la 12ª edizione dell'omonima competizione italiana di hockey su pista. La manifestazione ha avuto luogo dal 17 al 24 settembre 2016.
Il trofeo è stato conquistato dall'Amatori Lodi per la prima volta nella sua storia.

## Squadre partecipanti
| Club            | Qualificazione               | Partecipazioni precedenti (il grassetto indica la vittoria) |
| --------------- | ---------------------------- | ----------------------------------------------------------- |
| Forte dei Marmi | Vincitore della Serie A1     | 2014, 2015                                                  |
| Amatori Lodi    | Vincitore della Coppa Italia | 2008, 2012                                                  |

## Risultati
| Squadra 1    | Totale | Squadra 2       | Andata | Ritorno |
| ------------ | ------ | --------------- | ------ | ------- |
| Amatori Lodi | 7 - 6  | Forte dei Marmi | 2 – 2  | 5 - 4   |

### Partita di andata
| Arbitri: | Fronte (Novara) Ferraro (Bassano del Grappa) |

|                                    |           |                         |
| G. Cocco 12'08" F. Ambrosio 41'46" | Marcatori | 18'45" 47'15" E. Torner |

| Amatori Lodi |  |                      |
|              |  |                      |
| P            |  | Adrià Català         |
| E            |  | Orlando Coppola      |
| E            |  | Erik Bergamaschi     |
| E            |  | Federico Ambrosio    |
| E            |  | Giulio Cocco         |
| E            |  | Domenico Illuzzi (c) |
| E            |  | Alessandro Verona    |
| E            |  | Enrico Pochettino    |
| E            |  | Giacomo Maremmani    |
| P            |  | Riccardo Porchera    |
| Allenatore:  |  |                      |
| Nuno Resende |  |                      |

| Forte dei Marmi     |  |                  |
|                     |  |                  |
| P                   |  | Riccardo Gnata   |
| E                   |  | Davide Motaran   |
| E                   |  | Gastón De Oro    |
| E                   |  | Alberto Orlandi  |
| E                   |  | Marco Pagnini    |
| E                   |  | Elia Cinquini    |
| E                   |  | Enric Torner (c) |
| E                   |  | Roberto Maggi    |
| E                   |  | Gonzalo Romero   |
| P                   |  | Federico Stagi   |
| Allenatore:         |  |                  |
| Pierluigi Bresciani |  |                  |

### Partita di ritorno
| Arbitri: | Eccelsi (Novara) Silecchia (Giovinazzo) |

|                                                           |           |                                                                    |
| G. De Oro 5'56" D. Motaran 14'37" 49'43" E. Torner 35'09" | Marcatori | 3'15" 39'37" A. Verona 28'04" D. Illuzzi 32'48" 45'18" F. Ambrosio |

| Forte dei Marmi     |  |                  |
|                     |  |                  |
| P                   |  | Riccardo Gnata   |
| E                   |  | Davide Motaran   |
| E                   |  | Gastón De Oro    |
| E                   |  | Alberto Orlandi  |
| E                   |  | Marco Pagnini    |
| E                   |  | Elia Cinquini    |
| E                   |  | Enric Torner (c) |
| E                   |  | Roberto Maggi    |
| E                   |  | Gonzalo Romero   |
| P                   |  | Federico Stagi   |
| Allenatore:         |  |                  |
| Pierluigi Bresciani |  |                  |

| Amatori Lodi |  |                      |
|              |  |                      |
| P            |  | Adrià Català         |
| E            |  | Orlando Coppola      |
| E            |  | Federico Ambrosio    |
| E            |  | Giulio Cocco         |
| E            |  | Domenico Illuzzi (c) |
| E            |  | Alessandro Verona    |
| E            |  | Enrico Pochettino    |
| E            |  | Franco Platero       |
| E            |  | Giacomo Maremmani    |
| P            |  | Riccardo Porchera    |
| Allenatore:  |  |                      |
| Nuno Resende |  |                      |